# Желяндинов Віктор Савелійович
Ві́ктор Саве́лійович Желянди́нов (17 березня 1935, Люберці — 24 липня 2021) — український шахіст і шаховий тренер. Майстер спорту СРСР (1962).

## Біографічні відомості
Народився Віктор Желяндинов у підмосковному місті Люберці. Половину життя прожив у Львові, куди приїхав після спортивної «служби» у групі військ в НДР.
Після війни захопився шахами. Перші спортивні успіхи здобув у шкільному віці. Його запрошують до молодіжної збірної РРСФР — для участі у командному чемпіонаті країни. 1954 року, після закінчення технікуму, Желяндинов потрапляє в армію у Групу радянських військ у Німеччині(Німеччина) до спортивного підрозділу. Тут затримався до 1972 року, коли закінчив «шахову службу» і приїхав до львівської дружини.
1967 року брав участь у фіналі першості СРСР з шахів. Посів восьме місце, відставши на 1,5 очка від дуету чемпіонів Михайла Таля і Льва Полугаєвського. Потім Желяндинов довгий час хворів. Згодом перейшов на тренерську роботу в СКА ПрикВО.

## Тренерство
Желяндинова запросили до тренерського штабу Анатолія Карпова, який готувався до матчу з Гаррі Каспаровим. Потім була робота зі збірною Ємену, дебютантом Всесвітньої шахової олімпіади 1986 року в Дубаї, де його підопічні посіли 63-є місце серед 108 команд.
Желяндинов привів до звання чемпіона Європи до 18 років польського шахіста Матеуша Бартеля, успішно виховував словенських шахістів. Серед вихованців — міжнародний гросмейстер Олександр Іпатов.

## Турнірні результати

### Результати виступів у чемпіонатах України
Віктор Желяндинов зіграв у трьох фінальних турнірах чемпіонатів України, набравши загалом 18½ очка з 41 можливого.
| Рік  | Місто   | Турнір                 | + | − | = | Результат | Місце |
| ---- | ------- | ---------------------- | - | - | - | --------- | ----- |
| 1974 | Львів   | 43-й чемпіонат України |   |   |   | 8 з 13    | 9—10  |
| 1976 | Донецьк | 45-й чемпіонат України | 2 | 4 | 7 | 5½ з 13   | 9—11  |
| 1978 | Ялта    | 47-й чемпіонат України | 3 | 8 | 4 | 5 з 15    | 13    |